# Дрожжино (Московская область)
Дрожжино — посёлок городского типа (до 2019 года — деревня) в Ленинском городском округе Московской области России.

## География
Находится между Симферопольским шоссе и старым Варшавским шоссе примерно в 6 км к западу от центра города Видного. На западе граничит с районом Южное Бутово города Москвы. Ближайшие населённые пункты — посёлки городского типа Новодрожжино и Боброво. К северу от Дрожжино протекает река Гвоздянка, перегороженная плотиной. Устроен рыборазводный пруд с ценными породами рыб.
К югу от частной застройки Дрожжино расположен многоэтажный жилой комплекс Бутово Парк 2. С запада на восток его пересекает Новое шоссе, соединяющее пгт Боброво с Варшавским шоссе.

## Этимология
Деревня получила название по фамилии владельца.

## История
Впервые село Дрожжино упоминается в 1568 году, когда здесь находилась усадьба земского боярина Фёдора Михайловича Дрожжина, впавшего в немилость Ивана Грозного и казнённого по приказу царя. На месте будущего Бутовского полигона в конце XIX века находилось имение Космодамианское-Дрожжино. В 1889 году хозяином имения Н. М. Соловьёвым был основан конный завод, у леса устроен ипподром со зрительскими трибунами. Владелец Бутовского имения И. И. Зимин вскоре после Октябрьской революции, не дожидаясь конфискации, отдал всё государству и уехал с семьёй за границу. Конный завод поставлял лошадей Красной Армии.
В период сталинских репрессий рядом с деревнями Боброво и Дрожжино на Бутовском полигоне проводились массовые расстрелы. Согласно результатам исследований архивно-следственных документов, здесь в 1930—1950-х годах были расстреляны более двадцати тысяч человек: 20 761 расстрелянный в августе 1937 — октябре 1938 годов (время большинства казней) известен поимённо. В настоящее время на Бутовском полигоне устроен мемориальный комплекс, рядом (ныне территория посёлка Боброво) построен храм Новомучеников и Исповедников Российских в Бутове.
К югу от частной застройки Дрожжино строится ЖК Бутово Парк 2, состоящий из многоквартирных домов
(первая очередь сдана в 2015 году).
До 2006 года Дрожжино входило в Булатниковский сельский округ Ленинского района, а с 2006 до 2019 года в рамках организации местного самоуправления входило в Булатниковское сельское поселение Ленинского муниципального района.
Постановлением губернатора области от 27 июня 2019 года деревня была наделена статусом посёлка городского типа (рабочего посёлка).
С 2019 года входит в Ленинский городской округ.

## Население
| 2002 | 2006 | 2010 | 2021    | 2023    | 2024    |
| ---- | ---- | ---- | ------- | ------- | ------- |
| 48   | ↘38  | ↗69  | ↗29 072 | ↗32 345 | ↗35 233 |

В XIX веке деревня входила в состав Сухановской волости Подольского уезда. В 1899 году здесь проживало 54 человека.
Согласно Всероссийской переписи, в 2002 году в деревне проживало 48 человек (21 мужчина и 27 женщин). По данным на 2005 год в деревне проживало 38 человек. Согласно Всероссийской переписи, в 2010 году в деревне проживало 69 человек. В настоящее время население значительно возросло в связи со строительством многоквартирных домов ЖК Бутово Парк 2.

## Инфраструктура
- Улицы — Новое шоссе, Южная улица (ЖК Бутово Парк 2).
- Бутовская средняя общеобразовательная школа № 2 (ЖК Бутово Парк 2).
- Несколько детских садов (ЖК Бутово Парк 2).

## Достопримечательности
- Часовня Космы и Дамиана.
- Обелиск памяти павших в Великой Отечественной войне[3].